# نسيج طبي حيوي
انظر أيضًا: مادة طبية حيوية وغِرْسَة (طب) وشبكة بيولوجية
النسيج الطبي الحيوي هو نسيج حيوي يُستخدم في زراعة الأعضاء والأبحاث الطبية، خاصةً المتعلقة بمرض السرطان، وعند استخدامه في الأبحاث يُسمى عينة بيولوجية.
ويمكن الإشارة إلى مثل هذه الأنسجة والأعضاء على أنها نسيج مغروس، أو طُعْم خيفي أو طُعْم أجنبي أو طُعْم جلدي أو نسيج طُعْمي بشري أو عظم مغروس. ويتم حفظ هذا النوع من النسيج في مستودعات نسيج أو بنوك نسيج تحت ظروف بردية، حيث تُحفظ سوائل مثل الدم ومشتقاته والبول في بنوك سوائل تحت ظروفٍ مشابهة.

## التنظيم القانوني
تتضمن عمليات جمع النسيج البشري وتخزينه وتحليله وزراعته قضايا خطيرة مرتبطة بالأخلاقيات والسلامة، كما أن هذه العمليات يتم تنظيمها بدرجة كبيرة. وتضع كل دولة على حدة إطار عمل خاص بها من أجل ضمان سلامة منتجات الأنسجة البشرية.
وقد ورد قانون زراعة الأعضاء البشرية في المملكة المتحدة في قانون النسيج البشري لعام 2004 وتديره هيئة الأنسجة البشرية.
وتتولى مراقبة بنوك النسيج في الولايات المتحدة إدارة الأغذية والأدوية (FDA)، ويحدد قانون اللوائح الفيدرالية الموضوعات التالية:
- تحرِّي المتبرع وفحصه: تعيين مدى ملاءمة المتبرع للنسيج البشري المراد زرعه.
- الإجراءات والسجلات: الإجراءات الكتابية والسجلات التي لابد من الاحتفاظ بها
- معاينة مستودعات النسيج: استيراد الأنسجة من الخارج والاحتفاظ بها واستعادتها وتدمير النسيج البشري.

## أبرز القضايا القانونية
- تصدرت شركة خدمات الأنسجة الطبية الحيوية مشهد التحقيقات التي أجرتها إدارة الأغذية والأدوية;

## وصلات خارجية
- The UK Human Tissue Act 2004

## الحواشي
1. ↑  Food and Drug Administration (2003). "Part 1270: 'Human Tissue Intended for Transplantation'". Title 21--Food and Drugs. Code of Federal Regulations. مؤرشف من الأصل في 2012-02-04.